# Längentreue Kegelprojektion
Längentreue (äquidistante od. auch isometrische) Kegelprojektionen sind Kartennetzentwürfe, bei denen die Erdoberfläche auf einen Kegelmantel projiziert wird. In normaler Lage werden die Meridiane längentreu abgebildet. Die geringsten Verzerrungen treten am ebenfalls längentreuen Berühr- bzw. den beiden ebenfalls längentreuen Schnittkreisen auf. Über die Lage der Berühr- bzw. Schnittkreise lässt sich der Kartennetzentwurf für verschiedene Gebiete optimieren. 
Lässt man den Berührkreis zum Äquator wandern, ergibt sich als Grenzfall (Kegel mit unendlicher Höhe) die längentreue Zylinderprojektion (Quadratische Plattkarte).

## Transformation
Die längentreue Kegelprojektion wird unter Voraussetzung der Kugelgestalt durch die folgenden Formeln beschrieben, wobei {\displaystyle R} den Erdradius, {\displaystyle \lambda } die Länge, {\displaystyle \lambda _{0}} die Referenzlänge, {\displaystyle \varphi } die Breite, {\displaystyle \varphi _{0}} die Referenzbreite und {\displaystyle \varphi _{1}} bzw. {\displaystyle \varphi _{2}} die Breite einer Standardparallele bezeichnet.
{\displaystyle {\begin{aligned}x&=\rho \sin \left[n\left(\lambda -\lambda _{0}\right)\right]\\y&=\rho _{0}-\rho \cos \left[n\left(\lambda -\lambda _{0}\right)\right]\end{aligned}}}
Dabei werden die folgenden Bezeichnungen verwendet:
{\displaystyle n={\frac {\cos {\varphi _{1}}-\cos {\varphi _{2}}}{\varphi _{2}-\varphi _{1}}}}
{\displaystyle G={\frac {\cos {\varphi _{1}}}{n}}+\varphi _{1}}
{\displaystyle \rho _{0}=R\left(G-\varphi _{0}\right)}
{\displaystyle \rho =R\left(G-\varphi \right)}
Die Konstanten {\displaystyle n}, {\displaystyle G} und {\displaystyle \rho _{0}} müssen für die komplette Karte nur einmal berechnet werden. 
Falls es nur eine Standardparallele gibt ({\displaystyle \varphi _{1}=\varphi _{2}}), liefert die obige Formel für {\displaystyle n} kein Ergebnis. 
Sie muss dann ersetzt werden durch:
{\displaystyle n=\sin {\varphi _{1}}}
Der Referenzpunkt {\displaystyle (\lambda _{0},\varphi _{0})} entspricht dem Punkt {\displaystyle (0,0)} im kartesischen x-y-Koordinatensystem. Die y-Achse ist die Projektion des Zentralmeridians mit der Länge {\displaystyle \lambda _{0}}; dabei ist y umso größer, je weiter nördlich sich der gegebene Punkt befindet. Das Urbild der x-Achse schneidet bei der Breite {\displaystyle \varphi _{0}} den Zentralmeridian; größere x-Werte bedeuten eine weiter östliche Lage.